# Ernst Ferdinand (Braunschweig-Wolfenbüttel-Bevern)

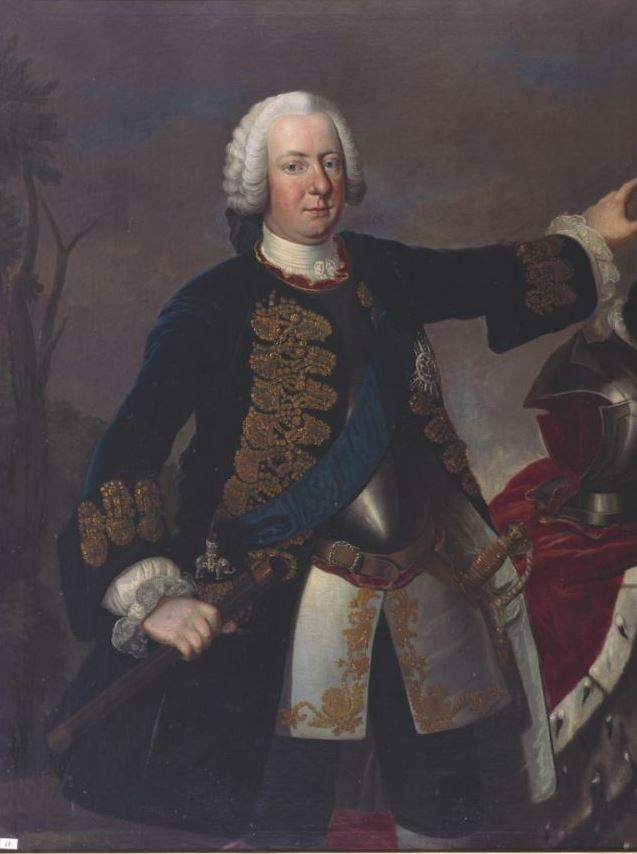
Ernst Ferdinand von Braunschweig-Wolfenbüttel-Bevern

Ernst Ferdinand von Braunschweig-Wolfenbüttel-Bevern (* 4. März 1682 in Osterholz; † 14. April 1746 in Braunschweig) war einer der Herzöge zu Braunschweig und Lüneburg, Prinz von Braunschweig-Bevern und Stifter der jüngeren welfischen Linie Braunschweig-Bevern.

## Leben
Er wurde 1682 als fünfter Sohn Ferdinand Albrechts I. von Braunschweig-Bevern und der Landgräfin Christine von Hessen-Eschwege geboren. Am 1. Mai 1706 trat er als Oberst in die preußische Armee ein. Im Dezember des Jahres folgte er seinem Zwillingsbruder Ferdinand Christian († 1706) als Propst der Braunschweiger Stifte St. Blasius und St. Cyriakus. Im Jahre 1711 wurde er Generalmajor und beendete 1713 den Armeedienst. Er heiratete am 4. August 1714 Eleonore Charlotte von Kurland. Nach dem Tod des regierenden Herzogs Ludwig Rudolf am 1. März 1735 übernahm Ernst Ferdinands älterer Bruder Ferdinand Albrecht II. die Regentschaft im Fürstentum Braunschweig-Wolfenbüttel. Ernst Ferdinand erhielt daraufhin Bevern als Paragium. Er starb 1746 in Braunschweig. Die von ihm begründete jüngere Linie Braunschweig-Bevern starb mit seinem Sohn Friedrich Karl Ferdinand im Jahre 1809 aus.

## Nachkommen

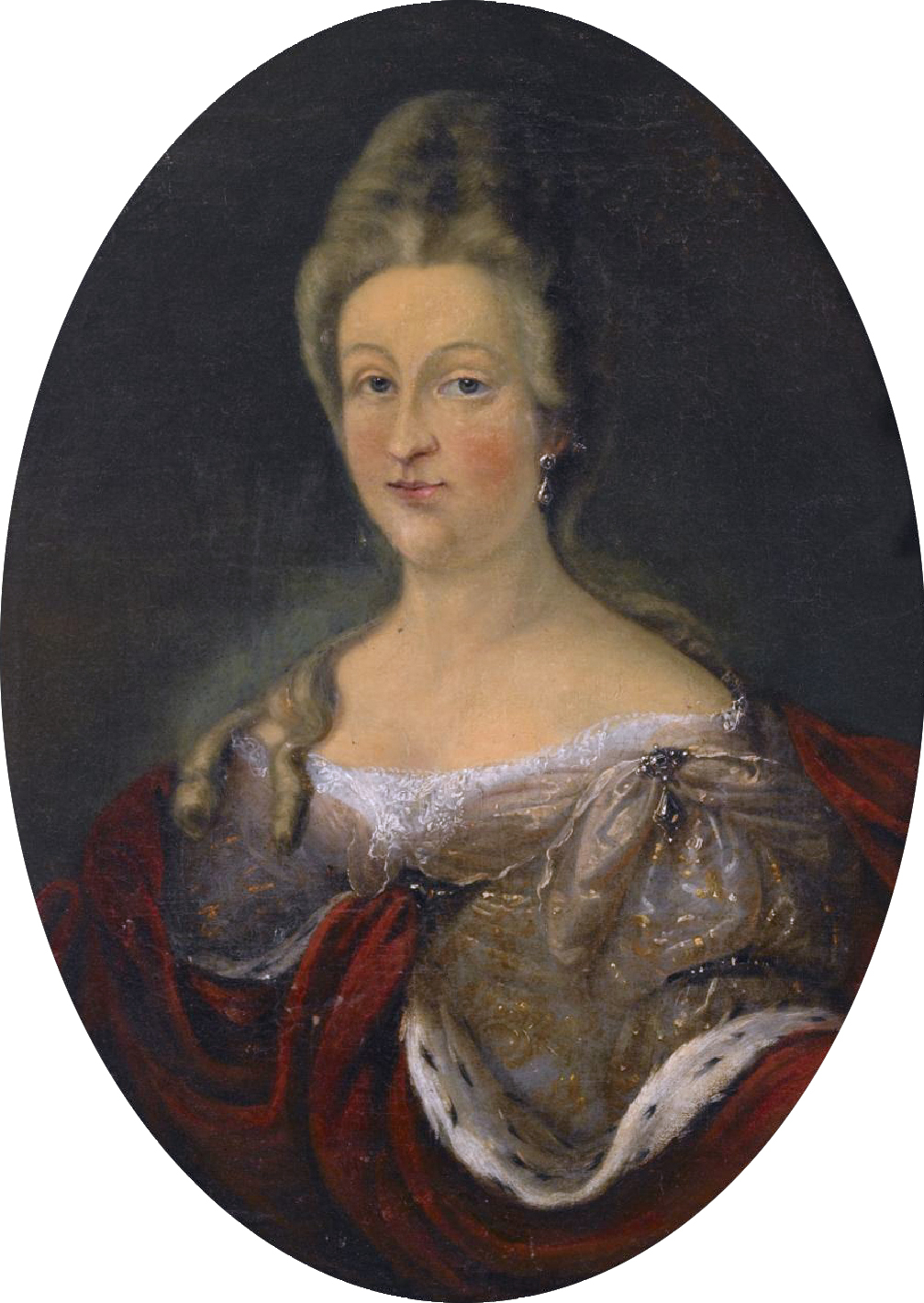
Eleonore Charlotte von Kurland (1686–1748)

Er war seit 1714 verheiratet mit Eleonore Charlotte von Kurland (1686–1748), Tochter von Kasimir von Kurland, mit der er insgesamt 13 Kinder hatte.
- August Wilhelm (1715–1781)
- Christine Sophie (1717–1779) ⚭ Markgraf Friedrich Ernst von Brandenburg-Kulmbach (1703–1762)
- Friederike (1719–1772)
- Georg Ludwig (1721–1747)
- Ernestine (1721)
- Friedrich Georg (1723–1766)
- Amalie (1724–1726)
- Karl Wilhelm (1725)
- Friedrich August (1726–1729)
- Marie Anna (1728–1754)
- Friedrich Karl Ferdinand (1729–1809), dänischer Generalfeldmarschall
- Johann Anton (1731–1732)